# Тај Шеридан
Тај Шеридан (енгл. Tye Sheridan; Палестин, 11. новембар 1996) амерички је глумац и продуцент. Најпознатији је по улози младог Скота Самерса / Киклопа у рибуту филмске серије Икс-мен (2016–2019), као и по улози Вејда Вотса у филму Играч број 1 (2018) и Бена Гаудија у филму Водич за извиђаче кроз зомби апокалипсу (2015). Шеридан је остварио свој филмски деби у авангардно-драмском филму Дрво живота (2011) Теренса Малика и прву водећу улогу остварио је у филму Лето на обалама Мисисипија (2012) Џефа Николаса. Играо је у филму Џо (2012) Дејвида Гордона Грина и трилеру Експеримент затвора у Станфорду (2015). Године 2020, створио је предузеће Wonder Dynamics са уметником визуелних ефеката Николом Тодоровићем.

## Филмографија

### Филм
| Година | Српски наслов                           | Оригинални наслов | Улога                | Напомене         |
| ------ | --------------------------------------- | ----------------- | -------------------- | ---------------- |
| 2011.  | Дрво живота                             |                   | Стив О'Брајен        |                  |
| 2012.  | Лето на обалама Мисисипија              |                   | Елис                 |                  |
| 2013.  | Џо                                      |                   | Гари Џоунс           |                  |
| 2014.  | Фалсификатор                            |                   | Вил Катер            |                  |
| 2015.  | Забава                                  |                   | Отварач Еди          |                  |
| 2015.  | Последњи дани у пустињи                 |                   | Син                  |                  |
| 2015.  | Станфордски затворски експеримент       |                   | Питер Мичел          |                  |
| 2015.  | Мрачна места                            |                   | Млади Бен Деј        |                  |
| 2015.  | Водич за извиђаче кроз зомби апокалипсу |                   | Бен Грауди           |                  |
| 2016.  | Погрешна одлука                         |                   | Харпер Џејмс         |                  |
| 2016.  | Икс-мен: Апокалипса                     |                   | Скот Самерс / Киклоп |                  |
| 2017.  | Н/Д                                     |                   | Данијел Марфи        |                  |
| 2017.  | Флеке од траве                          |                   | Конрад Стивенс       |                  |
| 2017.  | Н/Д                                     |                   | Корњача (глас)       | кратки филм      |
| 2018.  | Играч број 1                            |                   | Вејд Вотс / Прсифал  |                  |
| 2018.  | Н/Д                                     | [ 5 ] [ 6 ]       | Ричи                 |                  |
| 2018.  | Дедпул 2                                |                   | Скот Самрс / Киклоп  | камео            |
| 2018.  | Н/Д                                     |                   | Енди                 |                  |
| 2019.  | Икс-мен: Мрачни Феникс                  |                   | Скот Самерс / Киклоп |                  |
| 2020.  | Н/Д                                     |                   | Барт Бромли          | такође продуцент |
| 2021.  | Путници                                 |                   | Кристофер Ребс       |                  |

### Телевизија
| Година | Српски наслов       | Оригинални наслов | Улога       | Напомене   |
| ------ | ------------------- | ----------------- | ----------- | ---------- |
| 2014.  | До последњег човека |                   | Џастин      | 3 епизоде  |
| 2020.  | Н/Д                 |                   | Енди Бредок | 10 епизода |

### Видео-игре
| Година | Наслов | Улога       | Напомене               |
| ------ | ------ | ----------- | ---------------------- |
| 2020.  |        | Томи Метјуз | такође снимање покрета |